# Erp (Ariège)
Erp é uma comuna francesa na região administrativa de Occitânia, no departamento de Ariège.